# 好利來

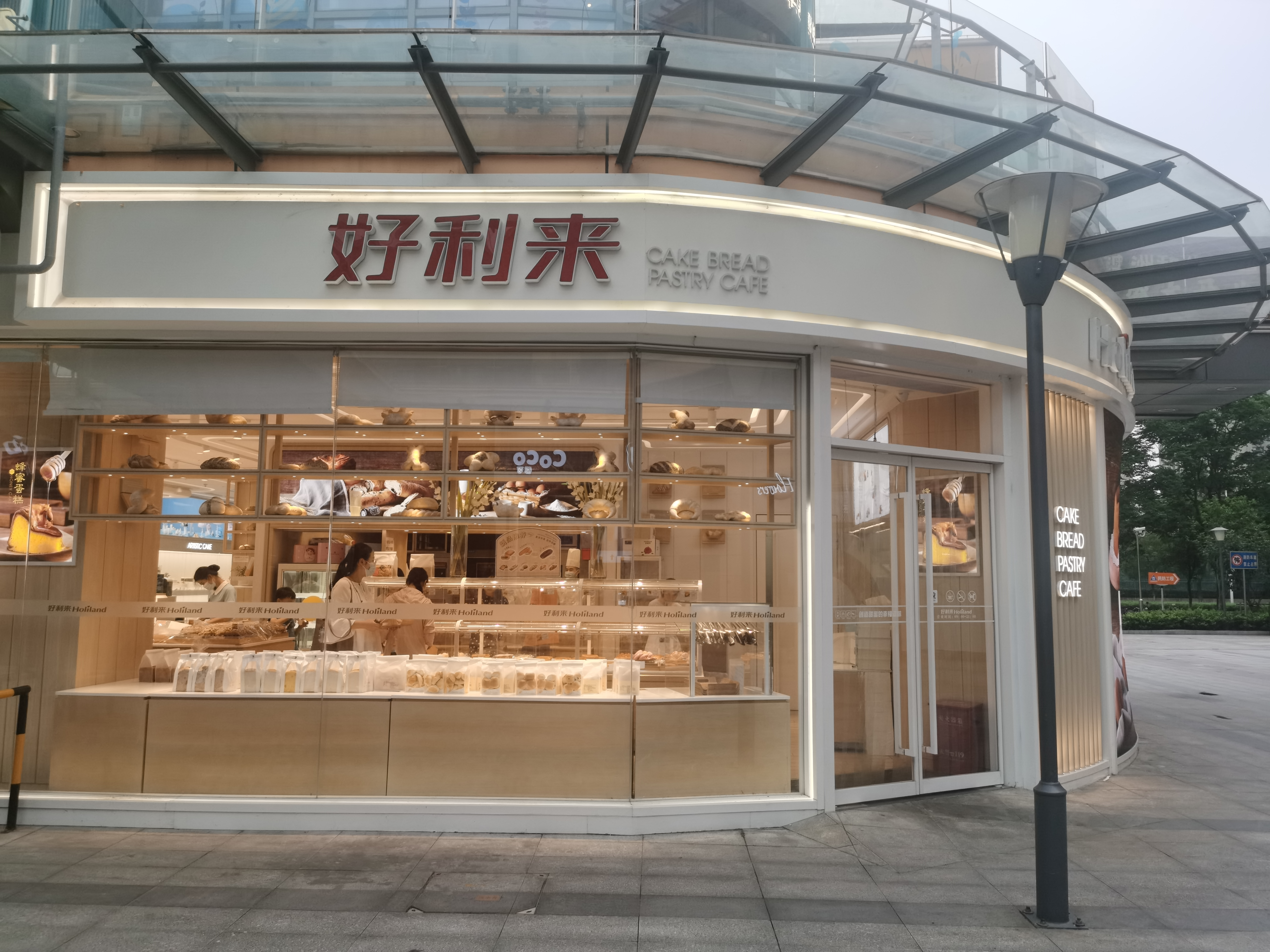
好利来位于江苏省苏州市的门店

好利来食品科技（北京）有限公司（Holiland）是中華人民共和國一家糕點連鎖店，售賣蛋糕、面包、月饼、甜品。

## 历史
1992年由四川人罗红在兰州創辦。罗红的两个哥哥和几个朋友加入，协助其以连锁店形式发展，至1999年，他们将门店开到全国十几个城市。由于几位联合创始人在经营理念上的差异，决定实行联合创始人内部加盟制，将全国划分为几个片区，每位联合创始人独立经营一个片区，好利来品牌归罗红所有。每个片区每年向公司总部缴纳一定的品牌管理费。
2019年，微信公众号“好芙利”发布文章显示，好利来除保留一线市场门店外，其余片区市场分别更名为“好芙利”、“甜星”、“蒲公英”、“心岸”、“麦兹方”，其中所属中原公司旗下吉林（注：指吉林市）、铁岭、锦州、大同、烟台、佳木斯、阜新、济宁、赤峰60余家店统一更名为“好芙利”。

## 外部連結
- 官方网站